# Герб Берёзовского муниципального округа (Пермский край)
Герб Берёзовского муниципального округа — официальный символ Берёзовского муниципального округа Пермского края Российской Федерации.
Ныне действующий герб Берёзовского района утверждён решением Земского Собрания Берёзовского муниципального района Пермского края от 22 октября 2009 года № 97 «Об утверждении Положений о Гербе и Флаге Берёзовского муниципального района Пермского края» и внесён в Государственный геральдический регистр Российской Федерации с присвоением регистрационного № 5595.

## Геральдическое описание герба
В зеленом поле с левой лазоревой перевязью, окаймленной золотом, золотой же гонт, обрамленный березой с зеленой кроной и серебряным стволом с черными полосами и корнями того же металла.

## Символика
- зелёная берёза указывает на название муниципального образования;
- золото — символ высшей ценности, богатства, величия, постоянства, силы и великодушия;
- лазоревый цвет символизирует надежду, возрождение, показывает водные богатства района;
- зелёный цвет символизирует природные богатства территории, а также сельскохозяйственную направленность его развития;
- восходящая лазоревая перевязь означает, что основным экономическим потенциалом территории является проходящий по землям района магистральный газопровод и газоперекачивающая станция, где трудятся многие жители района.

## История
Решением Земского Собрания Берёзовского района Пермской области от 26 апреля 2002 года № 128 «Об утверждении Положения о гербе с. Березовка» был утверждён герб села Берёзовка, разработанный Ю. К. Николаевым и художником А. П. Зыряновым. Описание герба: «В золотом поле зеленое дерево (береза), на зеленом бугре. Геральдический щит увенчан серебряной двухбашенной короной. Щит обрамляет венок, перевитый красной лептой с золотыми колосьями. Под оконечностью щита на красной ленте серебром надпись „Березовка“. Вариантом герба с. Березовка является гербовой щит, в верхней части (1/3 от высоты щита) которого на красном поле помещается основная гербовая фигура герба Пермской области медведь серебряный с золотым Евангелием на спине увенчанным серебряным крестом».